# Francisco del Castillo (jesuita)

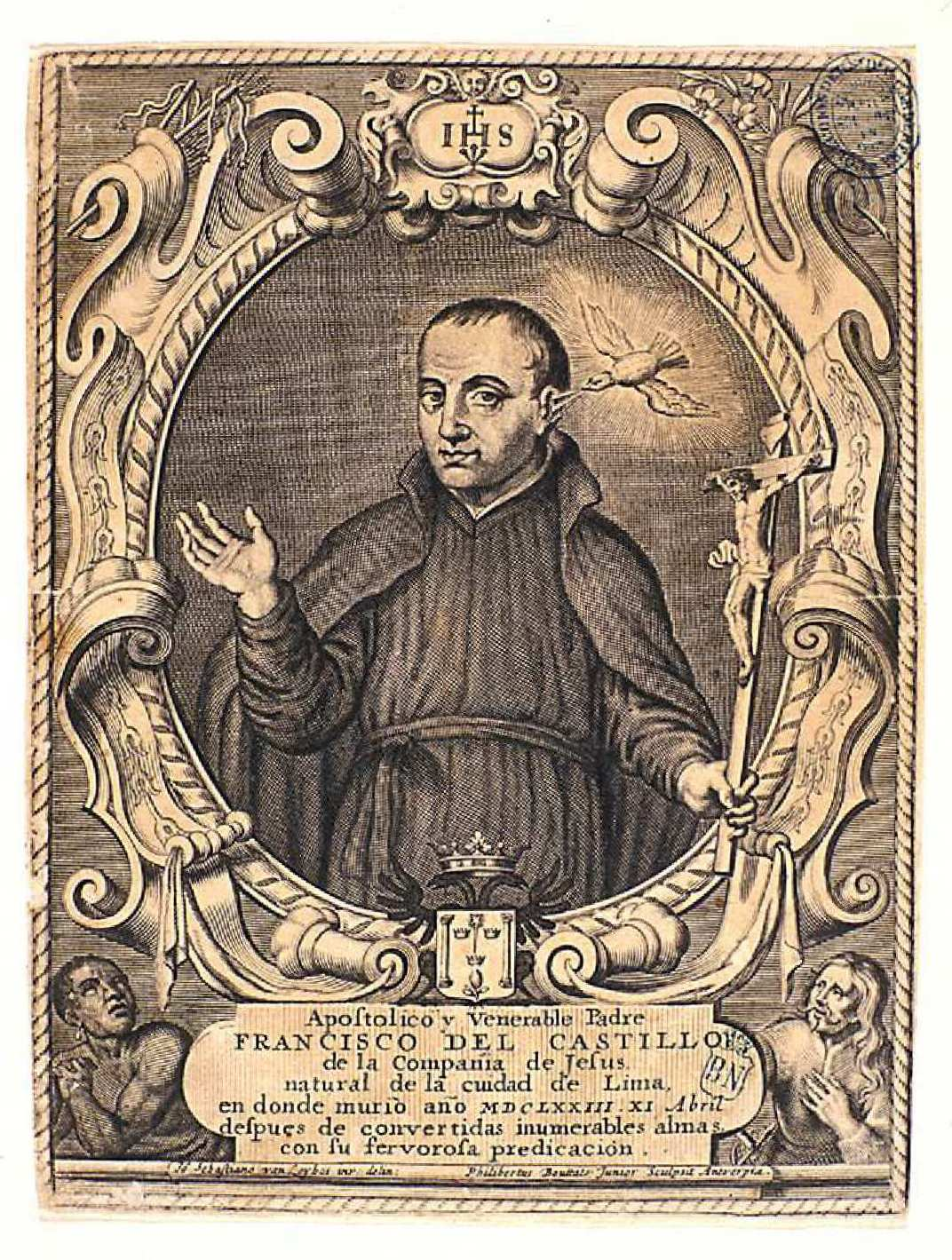
Retrato de Francisco del Castillo. Grabado de Philibertus Bouttats, junior sobre dibujo de Jan Sebastiaen Loybos. Biblioteca Nacional de España

Francisco del Castillo (Lima, Virreinato del Perú, 9 de febrero de 1615-11 de abril de 1673) fue un sacerdote jesuita, iniciador del Sermón de las Siete Palabras. Considerado Venerable por la Iglesia católica.
No debe confundirse con su homónimo Francisco del Castillo Andraca (mercedario del siglo XVIII), también limeño.

## Biografía

### Primeros años y formación
Nació en la calle Aldabas, situada en la primera cuadra del jirón Azángaro, en el Centro Histórico de Lima, el 9 de febrero de 1615. Fue bautizado en la parroquia del Sagrario de la Catedral de Lima el 23 de febrero de 1615. Estudió en el colegio jesuita Colegio Real de San Martín de su ciudad natal.
A los 16 años, concretamente el 31 de diciembre de 1631, ingresó a estudiar en el noviciado de los jesuitas, e hizo sus primeros votos religiosos en la Compañía de Jesús el 2 de enero de 1635.
El 19 de abril de 1642 fue ordenado presbítero, y el 27 de abril del mismo año celebró su primera misa. El 6 de febrero de 1650, hizo sus votos finales en la Compañía de Jesús. Hacía misa diariamente y según testigos se quedaba tras la misa una hora arrodillado en acción de gracias.

### Predicación
El 10 de marzo de 1648 empezó su actividad en la Plaza del Baratillo, situada en la segunda cuadra del Jirón Paita, en el distrito de Rímac, y portando una cruz se dedicó a la catequesis. El 2 de marzo de 1653, el arzobispo de Lima, Pedro de Villagómez, bendijo la Cruz del Baratillo.
Se dedicó a evangelizar a los negros, y su trabajo con ellos fue resaltado por Jean Pierre Tardieu, quien ha descrito cómo utilizaba láminas pintadas para explicar la doctrina católica. Su predicación provocó notables conversiones, como la del venerable Francisco Camacho. Solía visitar los lugares donde trabajaban los negros y cuando estos se arrepentían de haber huido, acudían a él para que intermediara para que no les aplicaran penas severas; el sacerdote jesuita solía abogar por ellos y consumía su tiempo en estas gestiones. Tardieu afirma que Del Castillo escribió un manual o devocionario en la lengua de los negros.
Algunos de sus seguidores negros optaron por la vida religiosa en conventos y una testigo negra aseguró ver cómo unas golondrinas revoloteaban la cabeza del venerable, señal de santidad, e incluso aseguró verlo levitar en cierta ocasión. Según ciertos testimonios, se le vio en dos sitios a la vez, teniendo el don de la bilocación, además del don de profecía.
Contribuyó con el agustino Bartolomé Badillo y con el también sacerdote jesuita Juan Perlín a la fundación en 1651 del hospital de San Bartolomé para negros horros.
Fue asignado para ir de misionero con los indios chiriguanos, pero tras ir como capellán marítimo a Chile se le comunicó que la misión de los chiriguanos había sido clausurada. Tras entablar amistad con Antonio Ruiz de Montoya, le pidió un método para orar eficazmente y este le redactó Silex del divino amor y rapto del ánimo en el conocimiento de la primera causa.

### La capilla de Nuestra Señora de los Desamparados

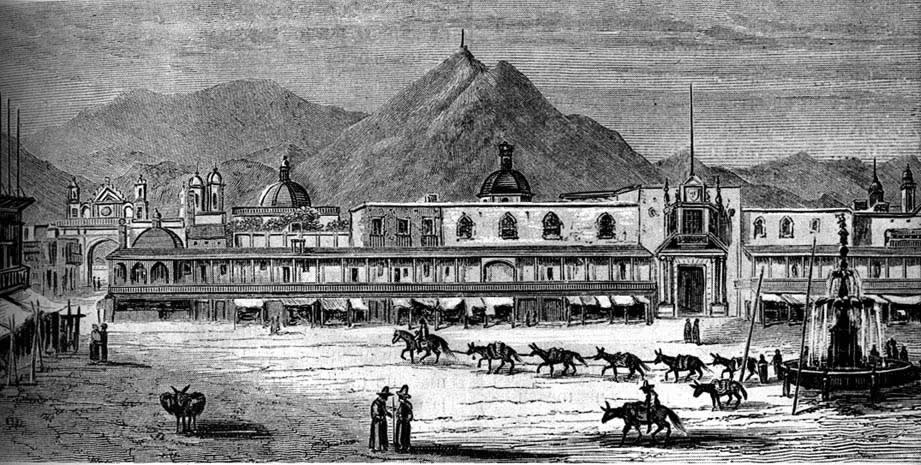
Palacio de los virreyes, iglesia de los Desamparados, arco del Triunfo y Plaza Mayor de Lima, según un grabado de fines del.

El 12 de noviembre de 1658, la Compañía de Jesús tomó posesión de la Capilla de Nuestra Señora de los Desamparados, ubicada detrás del Palacio de Gobierno, en la banda izquierda del río Rímac -la puerta principal daba a lo que sería la primera cuadra del Jirón de la Unión. Al año siguiente y hasta su muerte, el padre Francisco del Castillo se encargó de esa capilla.
En 1660, el padre Del Castillo fundó la Escuela del Santísimo Crucifijo de la Agonía. El Crucifijo de la Agonía está en la nueva Iglesia de Nuestra Señora de los Desamparados, en el distrito de Breña.
Con solemne procesión, el 17 de diciembre de 1660, se instaló una nueva imagen de Nuestra Señora de los Desamparados, obra del escultor Tomás de Parra, que adaptó una imagen de la Virgen del Pilar a la advocación de Nuestra Señora de los Desamparados en su capilla, la cual había sido previamente modificada por el padre Del Castillo. Esta imagen de Nuestra Señora de los Desamparados también está en la nueva Iglesia de Nuestra Señora de los Desamparados, en Breña. En esta capilla, el padre Del Castillo inició la devoción al Señor de la Agonía con oraciones y charlas espirituales en la Semana Santa de 1660 este se dilató durante 3 horas iniciándose así el sermón de Viernes Santo, actividad que se considera precursora del Sermón de las Siete Palabras, los jesuitas llevaron a Europa esta oratoria que se practica desde el siglo XVII,
El Sermón de las tres horas, nació en el Perú.  
Fundó la Casa de las Amparadas, refugio católico de prostitutas arrepentidas, que fue instalado en la casa donde vivió y falleció santa Rosa de Lima, y que hoy es parte del Convento Santa Rosa de las Monjas.
El 29 de junio de 1669 se bendijo la primera piedra de la Iglesia de Nuestra Señora de los Desamparados y San José para reemplazar la vieja capilla en el mismo sitio, cuya construcción se realizó con apoyo del virrey Pedro Antonio Fernández de Castro, conde de Lemos. La imagen de Nuestra Señora de los Desamparados se puso el 2 de febrero de 1672 y luego se hizo la bendición de la iglesia por el Obispo de Chiapas (México), Cristóbal Bernaldo de Quirós, el 30 de abril de 1672.
A fines de ese año, el 6 de diciembre, falleció el virrey Fernández de Castro, y su cuerpo fue sepultado en la Basílica y Convento de San Pedro de Lima y su corazón depositado a los pies del altar de Nuestra Señora de los Desamparados, aunque más tarde su cuerpo fue trasladado a España. Cuando en 1939, la iglesia fue demolida con el fin de ampliar el Palacio de Gobierno, su corazón fue llevado a la Basílica y Convento de San Pedro. Castillo tiene el título de Venerable de la Iglesia Católica que es el segundo paso a la santidad.

### Fallecimiento
Falleció en Lima en 1673, según Manuel de Mendiburu en una epidemia de cordellate. Sus restos reposan en la Basílica y Convento de San Pedro de Lima, al lado de la Cruz del Baratillo. En la Iglesia católica fue considerado Siervo de Dios y posteriormente como Venerable. Se le han atribuido muchos milagros, en particular de personas que se accidentaron y se restablecieron prodigiosamente.
La Hermandad de Francisco del Castillo se reúne el día 11 de cada mes después de la misa celebrada en su honor en la Iglesia de San Pedro de Lima.